# Vlădulești
Vlădulești – wieś w Rumunii, w okręgu Vâlcea, w gminie Stoilești. W 2011 roku liczyła 439 mieszkańców.